# Саша Вучинић (српски политичар)
Саша Вучинић ( рођен 7. октобра 1973.) је политичар у Србији. Био је посланик у Скупштини Савезне Републике Југославије од 2000. до 2003. године, посланик у Скупштини СЦГ од 2003. до 2004. године и градоначелник Суботице од 2004. до 2008. године. Вучинић је члан Демократске странке (ДС).

## Биографија и каријера

### Младост и каријера
Вучинић је рођен у Истоку, у тадашњој Социјалистичкој Аутономној Покрајини Косово у Социјалистичкој Републици Србији, Социјалистичкој Федеративној Републици Југославији . Касније се преселио у Суботицу у Војводини и школовао се за електроенергетског техничара. Суоснивач је омладинског часописа Талас 1998. године и радио за CITY радио и телевизијску станицу Инфо Канал 1998–99.

### Политичар
Вучинић се придружио ДС-у 1996. године и учествовао је у протестима у Србији 1996–1997 против изборне преваре . Први пут је постао председник Општинског одбора ДС у Суботици 1999. године 

#### Федерални Парламент
Демократска странка је учествовала на југословенским парламентарним изборима 2000. године као део Демократске опозиције Србије (ДОС), широке и идеолошки разнолике коалиције странака супротстављених администрацији Слободана Милошевића . Вучинић се нашао на другом месту на ДОС-овој изборној листи за Суботицу и добио је мандат када је ДОС освојио два од три места у тој области. (За ове изборе половина мандата додељена је кандидатима на успешним листама по бројчаном редоследу, док је друга половина додељена кандидатима по нахођењу странака или коалиција покровитеља. Вучинић није добио аутоматски мандат, али је ипак уврштен у делегацију ДОС-а. )  Милошевић је поражен на надолазећим југословенским председничким изборима, догађају који је подстакао политичке промене великих размера и у Србији и у Југославији. Вучинић је био присталица нове администрације Југославије и био је члан скупштинског одбора за безбедност и одбрану.
Савезна Република Југославија је преименована као Државна заједница Србија и Црна Гора у марту 2003. године, а почетно чланство у новом савезном парламенту изабрано је посредним изборима из републичких скупштина Србије и Црне Горе. По свом статусу у Скупштини Србије, ДС и сарађујуће странке имале су право да именују тридесет седам чланова; Вучинић је био укључен у делегацију своје странке. Није поново именован 2004.

#### Локална политика
Вучинић је на локалним изборима у Србији 2000. године изабран у Скупштину општине Суботица као члан ДОС-а. Од 2002. до 2004. године био је потпредседник Скупштине, што је у то време било еквивалентно функцији заменика градоначелника. На локалним изборима у Србији 2004. освојио је трећу позицију на листи ДС-а за Суботицу и поново је изабран када је листа освојила дванаест мандата. Изабран за председника скупштине након избора, он је обављао ову функцију наредне четири године.
Вучинић се на локалним изборима 2008. појавио на четвртом месту на листи ДС-а За европску Суботицу . Савез ДС-а однео је вишеструку победу на изборима и формирао локалну коалициону владу са Мађарском коалицијом . Вучинић је изабран за градоначелника јула 2008. и наставио је на тој улози до 2012. Односи између владајућих партија су често били лоши у ово време.
Листа ДС-а Избор за бољи живот однела је још једну плуралистичку победу са двадесет од шездесет и седам мандата на локалним изборима у Србији 2012. године . Вучинић се нашао на другом месту на листи и поново је изабран у локалну скупштину; На месту градоначелника га је наследио саборац Модест Дулић . Након поновног мењања политике у граду 2013. године, ДС је прешао у опозицију .
Вучинић је предводио листу ДС-а За праведну Суботицу на локалним изборима 2016. године и поново је изабран када је листа освојила седам мандата. Српска напредна странка и њени савезници победили су на изборима, а ДС је поново био у опозицији;
Вучинић је предводио партијску групу у скупштини. Није био кандидат на локалним изборима 2020, које је ДС бојкотовала.
Вучинић се појавио на изборној листи ДС-а на парламентарним изборима у Србији 2003. и на листи странке За европску Србију на парламентарним изборима у Србији 2008. године . Ниједном приликом му није додељен мандат. (Од 2000. до 2008. сви посланички мандати су додељивани странкама или коалицијама спонзорима, а не појединачним кандидатима, а уобичајена пракса је била да се мандати распоређују по бројчаном реду. Вучинићева листа није имала никакав посебан утицај на његове шансе за избор. ) 
Изборни систем Србије реформисан је 2011. године, тако да су мандати додељени по бројчаном реду кандидатима на успешним листама. Вучинић је на парламентарним изборима 2012. године заузео 124. место на листи ДС-а Избор за бољи живот и није изабран када је листа освојила шездесет седам мандата.
Вучевић се нашао и на четрдесет седмој позицији (од шездесет) на листи ДС -а Избор за бољу Војводину на покрајинским изборима у Војводини 2012. године . Избор са ове функције био је статистичка немогућност, а он није изабран када је листа освојила шеснаест пропорционалних мандата.